# Lila Avilés
Pour les articles homonymes, voir Avilés.
Lila Avilés Solís, née en 1982 à Mexico (Mexique), est une réalisatrice, scénariste, metteuse en scène et actrice mexicaine.

## Biographie
Lila Avilés est née en 1982, à Mexico. Elle étudie initialement les arts scéniques.
Elle est d'abord actrice dans des séries télévisuelles comme El Pantera (2006), Prófugas del destino (2010) et Drenaje Profundo (2010). Elle commence en tant que cinéaste avec le court métrage Dejá vu en 2016.
Son premier long métrage, La camarista (es), connait sa première au Festival international du film de Toronto 2018. Avec ce film, Avilés obtient le prix Ariel du premier film, ainsi que la nomination à la Meilleure direction. Le film gagne aussi l'Œil du long métrage mexicain au Festival international de cinéma de Morelia en 2019. En septembre 2019, l'Académie mexicaine d'Arts et Sciences cinématographiques a choisi La camarista (es) pour représenter le Mexique à la 34e édition des prix Goya et à la 92e édition des Oscars. Son second film, Totem, est sélectionné en compétition à la Berlinale 2023.

## Filmographie partielle

### Comme réalisatrice et scénariste

#### Au cinéma
- 2016 : Dèjá Vu  (court métrage)
- 2016 : Dejavu  (court métrage, uniquement réalisation)
- 2017 : Nena  (court métrage)
- 2018 : La camarista (es)
- 2023 : Tótem

### Comme actrice

#### À la télévision
- 2006 : El Pantera
- 2010 : Prófugas del destino (es)

## Récompenses et distinctions
- (en) Lila Avilés: Awards, sur l'Internet Movie Database